# Quaternella
Quaternella là chi thực vật có hoa trong họ Amaranthaceae.